# Pensar (canción)
«Pensar» es una canción de No Te Va Gustar del álbum Todo es tan inflamable, escrita por Emiliano Brancciari. Habla sobre la búsqueda de la diferencia en una sociedad que modela conductas "correctas". 